# Мора (мовознавство)
Мора (лат. mora — «проміжок часу», «пауза»), також хронос протос (грец. χρόνος πρώτος, «первинний час») або темпус примус (лат. tempus primus) — в античному віршуванні нормальна тривалість вимовлення короткого складу, найменша одиниця відліку часу у вірші. Решта всіх одиниць вірша кратна морі:
- 1 короткий склад = 1 мора.
- 1 довгий склад = 2 мори.
- Стопа ямба = 1 короткий склад і 1 довгий = 3 мори.
- Стопа хорея = 1 довгий склад і 1 короткий = 3 мори.

Лінгвістичний термін «мора» застосовується до одиниці, меншої, ніж склад, і за межами поетики; наприклад, поширений погляд (Є. Д. Поліванов), за яким в японській мові мінімальна важлива одиниця, що відчувається психологічно і фонологічно, це не звук і не склад, а саме мора (склад із коротким голосним або один короткий голосний; склад із довгим голосним уявляється як поєднання двох мор).